# Astrid Svangren
Astrid Svangren, född 1972 i Göteborg, är en svensk målare och skulptör. 
Hon är bosatt i Köpenhamn och representeras av Christian Andersen
Astrid Svangren utbildade sig på Konsthögskolan i Malmö och ställde 2009 ut på Moderna Museet i Malmö när det invigdes.
Svangren är representerad vid bland annat Nordiska Akvarellmuseet.